# Zebraspætte
Zebraspætten (Melanerpes carolinus) er en spætte i ordenen af spættefugle. Den lever i det sydlige Canada og det østlige USA. Zebraspætten lever af insekter.